# Планувальники
«Планувальники» (англ. The Planners) — оповідання Кейт Вільгельм вперше опубліковане в журналі «Орбіта» в 1968 році. Наступного року твір виграв премію «Неб'юла» за найкраще оповідання.

## Сюжет
Головний герой, Дерін, працює в лабораторії яка проводить досліди на колоніях приматів. Їх тренують даючи їм різні логічні головоломки, а потім з особин, які найкраще вправились з завданням, беруть семпл тРНК і годують ним відстаючих приматів. Це пришвидшує прогрес приматів, які будують примітивні хатки і навіть греблі. Оповідання фокусується на моральних тягарах Деріна. Він свідомо марить, видумавши Рей — жінку яка постійно дорікає йому з приводу його роботи не тільки з тваринами, а і з хлопцем хворим аутизмом, тРНК якого Дерін використав на трьох засуджених, щоб перевірити чи зменшиться їхній інтелектуальний рівень. В кінці твору герой надіється що, через хороший вчинок, Рей залишить його і не буде більше з'являтись.